# Sky Open
Pour chaîne de télévision néo-zélandaise, voir Sky Open (Nouvelle-Zélande).
Le tournoi Sky Open est un tournoi de squash qui se tient au Caire en avril. Il fait partie du PSA World Tour en 2009 et 2010, catégorie rassemblant les plus prestigieux et lucratifs tournois. Le premier tournoi se déroule en 2008 et la dernière édition en 2013. 

## Palmarès

### Hommes
| Année | Champion            | Finaliste          | Score en finale              |
| ----- | ------------------- | ------------------ | ---------------------------- |
| 2013  | Mohamed El Shorbagy | Karim Darwish      | 11-2, 11-7, 11-8             |
| 2012  | Pas de compétition  | Pas de compétition | Pas de compétition           |
| 2011  | Pas de compétition  | Pas de compétition | Pas de compétition           |
| 2010  | Nick Matthew        | Karim Darwish      | 6-11, 11-7, 12-10, 13-11     |
| 2009  | Karim Darwish       | Grégory Gaultier   | 11-6, 7-11, 6-11, 11-9, 11-3 |
| 2008  | Wael El Hindi       | Karim Darwish      | 11-8, 11-5, 5-11, 11-9       |